# Трессор Морено
Мальєр Трессор Морено Бальдріх (ісп. Malher Tressor Moreno Baldrich; нар. 11 січня 1979, Ріосусіо, Колумбія) — колишній колумбійський футболіст, атакувальний півзахисник. Виступав у складі збірної Колумбії.

## Клубна кар'єра
Морено вихованець футбольної академії «Кортулуа». У 1999 році він почав свою професійну кар'єру в перуанському клубі «Альянса Ліма», у складі якої в першому ж сезоні виграв чемпіонат Перу. За команду він провів 40 матчів і забив 16 м'ячів, утворивши в парі з Клаудіо Пісарро найрезультативніший дует перуанської першості. За час виступів за «Альянсу» Трессор був визнаний одним з найкращих іноземних футболістів, які виступають в Перу.
Після закінчення сезону він повернувся в Колумбію, де підписав угоду з «Атлетіко Насьйональ». У 34 матчах він забив 11 м'ячів і допоміг своїй новій команді виграти Кубок Мерконорте.
Результативність Трессора привертала увагу європейських клубів і влітку 2000 року він перейшов у французький «Мец». Незважаючи на постійне місце в основі, Морено не показував видатної гри і у 2002 році був відданий в оренду в «Америку Калі». У складі нового клубу Трессор виграв чемпіонат Колумбії. Другу половину сезону 2002 він провів в «Індепендьєнте Медельїн» з яким знову став чемпіоном. Після повернення у Францію Морено виступав більш успішно, але не зміг допомогти своїй команді уникнути вильоту.
Після закінчення контракту з клубом він повернувся в Колумбію, де протягом двох років виступав за «Депортіво Калі» і «Онсе Кальдас».
У 2005 році Морено перейшов у мексиканську «Некаксу», де був однією з головних зірок команди. Після закінчення сезону він підписав контракт з «Веракрусом», з якого також пішов по закінченні сезону. У 2007 році Трессор підписав контракт з «Сан-Луїсом». Новій команді він допоміг у Південноамериканському кубку 2008, забивши м'ячі у ворота «Депортіво Кіто» і «Аргентінос Хуніорс», а також в Кубку Лібертадорес 2009. За «Сан-Луїс» Трессор провів 89 матчі і забив 16 голів. У 2010 році він виступав на правах оренди за «Індепендьєнте Медельїн».
8 лютого 2011 року Морено підписав контракт з бразильським клубом «Баїя», але так і не зіграв за нього жодного офіційного матчу.
Влітку 2011 року Трессор перейшов у чилійський «Сантьяго Вондерерз». 20 серпня в матчі проти «Палестіно» він дебютував у чилійській Прімері. 29 жовтня в поєдинку проти «Аудакс Італьяно» Морено забив свій перший гол за команду.
2 лютого 2012 року Трессор на правах короткострокової оренди перейшов у «Сан-Хосе Ерсквейкс». 18 березня у матчі проти «Х'юстон Динамо» Морено дебютував в MLS.
Взимку 2013 року Морено перейшов в «Атлетіко Уїла». 3 лютого в матчі проти «Атлетіко Насьйональ» він дебютував за нову команду. 11 березня в поєдинку проти «Атлетіко Хуніор» Трессор забив свій перший гол за новий клуб.
В подальшому грав за «Атлетіко Хуніор», «Ітагуї», «Форталеса Сіпакіра» та мексиканську «Селаю», а завершив професійну кар'єру 2016 року у бразильському «Насьоналі» (Манаус).

## Міжнародна кар'єра
У 2000 році Морено дебютував за молодіжну збірну Колумбії на Турнірі в Тулоні, де він був визнаний найращим футболістом змагання і став найкращим бомбардиром, допомігши національній команді завоювати золоті медалі.
25 липня 2000 року в матчі проти збірної Еквадору Трессор дебютував за збірну Колумбії. 6 червня 2004 року в поєдинку відбіркового раунду чемпіонату світу 2006 року проти збірної Уругваю він забив свій перший гол за національну команду. У тому ж році Морено потрапив у заявку збірної на участь у Кубку Америки. На турнірі він забив два голи у поєдинках проти збірних Венесуели і Коста-Рики.
У 2005 році Морено разом з національною командою взяв участь у Золотому кубку КОНКАКАФ. На турнірі в матчі проти збірної Гондурасу він забив гол, реалізувавши пенальті.
Всього провів у формі головної збірної 32 матчі, забивши 7 голів.

### Голи за збірну Колумбії
| #   | Дата           | Суперник   | Рахунок | Результат | Турнір                      |
| --- | -------------- | ---------- | ------- | --------- | --------------------------- |
| 01. | 6 червня 2004  | Уругвай    | 2:0     | 5:0       | Кваліфікація на ЧС-2006     |
| 02. | 27 червня 2004 | Аргентина  | 1:0     | 2:0       | Товариський матч            |
| 03. | 6 липня 2004   | Венесуела  | 1:0     | 1:0       | Кубок Америки 2004          |
| 04. | 17 липня 2004  | Коста-Рика | 2:0     | 2:0       | Кубок Америки 2004          |
| 05. | 8 червня 2005  | Еквадор    | 1:0     | 3:0       | Кваліфікація на ЧС-2006     |
| 06. | 8 червня 2005  | Еквадор    | 2:0     | 3:0       | Кваліфікація на ЧС-2006     |
| 07. | 10 липня 2005  | Гондурас   | 1:0     | 1:2       | Золотий кубок КОНКАКАФ 2005 |

## Досягнення
Командні
 «Альянса Ліма»
- Чемпіон Перу: 1999

 «Атлетіко Насьйональ»
- Володар Кубка Мерконорте: 2000

 «Америка Калі»
- Чемпіон Колумбії: 2002 Апертура

 «Індепендьєнте Медельїн»
- Чемпіон Колумбії: 2002 Фіналисасьйон